# Traminda submarginata
Traminda submarginata är en fjärilsart som beskrevs av W. Warren 1899. Traminda submarginata ingår i släktet Traminda och familjen mätare. Inga underarter finns listade i Catalogue of Life.